# 斯隆街圣三一堂
斯隆街圣三一堂（Holy Trinity Sloane Street）是英国伦敦的一座圣公会教堂，建于1888-1890年，位于斯隆街东南侧，引人注目的艺术与工艺美术运动风格，由建筑师约翰·丹多·塞丁设计，卡多根伯爵在自己的地产上出资建造。

## 历史
此处第一座教堂是1828-30年的哥特式建筑，由建筑师詹姆斯·萨维奇设计。其容量达到1600人（1881年）。仅仅50多年后，在1881年，拆除旧堂，另建更大的新堂。目前的教堂规模巨大，由约翰·丹多·塞丁设计。它虽然不是伦敦最长的教堂，却是最宽的，超出圣保罗座堂9英寸（23）。

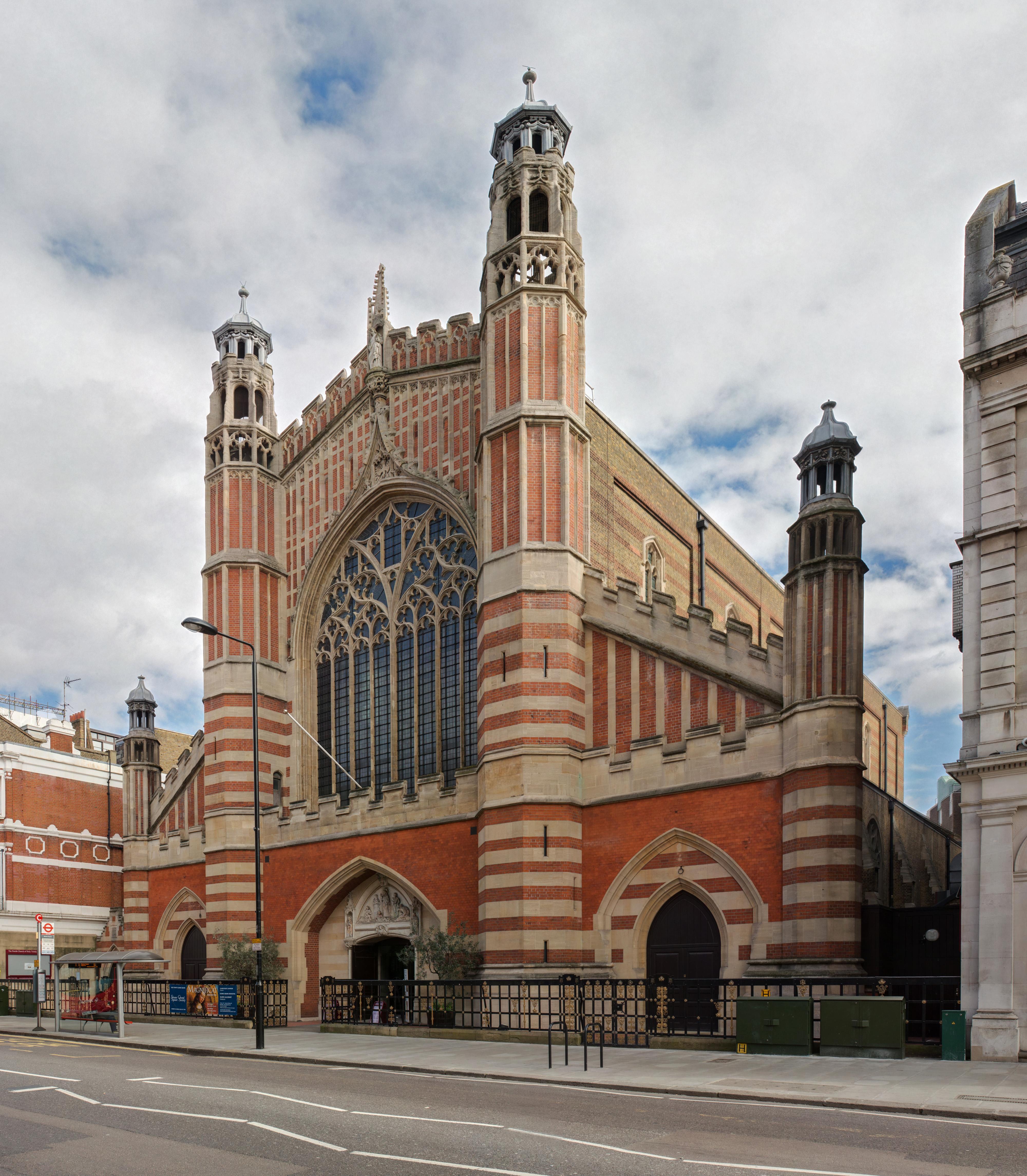
斯隆街圣三一堂

该堂的花窗玻璃颇为重要，包括爱德华·伯恩-琼斯和威廉·莫里斯的巨大的东窗，以及威廉·布莱克·里士满、詹姆斯·鲍威尔父子和克里斯托弗 Whall等人的作品。